# آویانو
آویانو (به ایتالیایی: Aviano) یک کومونه در ایتالیا است که در استان پوردنونه واقع شده‌است.

## خصوصیات
آویانو ۱۱۳ کیلومترمربع مساحت و ۸٬۷۴۷ نفر جمعیت دارد و ۱۵۹ متر بالاتر از سطح دریا واقع شده‌است.

## خواهرخوانده
شهر اشکلون خواهرخواندهٔ آویانو هست.